# John Soko
Pour les articles homonymes, voir Soko.
John Soko (5 mai 1968 – 27 avril 1993) est un footballeur international zambien, qui jouait au poste de défenseur. Il meurt dans le crash de l'avion amenant la sélection zambienne à Dakar en 1993.